# Pavel Litvinov
Pavel Litvinov (Moscou, 6 juillet 1940) est un physicien, écrivain, et ancien dissident soviétique.